# Тоденбител
Тоденбител (њем. Todenbüttel) општина је у њемачкој савезној држави Шлезвиг-Холштајн. Једно је од 165 општинских средишта округа Рендсбург. Према процјени из 2010. у општини је живјело 1.129 становника. Посједује регионалну шифру (AGS) 1058164.

## Географски и демографски подаци
Тоденбител се налази у савезној држави Шлезвиг-Холштајн у округу Рендсбург. Општина се налази на надморској висини од 18 метара. Површина општине износи 11,8 km². У самом мјесту је, према процјени из 2010. године, живјело 1.129 становника. Просјечна густина становништва износи 96 становника/km².